# Crédit de France
Le Crédit de France était une banque française fondée en 1876. Son siège était 16, rue de Londres à Paris. Elle a disparu en 1882, lors du krach boursier initié avec la faillite de l’Union générale.

## Historique
La société est tout d'abord créée le 18 mars 1876 sous le nom de « Crédit français », est renommée l'année suivante «  Société générale française de Crédit  », puis prend son nom définitif en 1881. Elle crée cette même année une filiale, la Banque romaine de Paris, mise en liquidation en 1883. La troisième société composant le groupe est le Crédit de Paris. La banque est dirigée par E. Lepelletier, par ailleurs dirigeant d'un groupe de presse, qui édite entre autres une feuille hebdomadaire Le Message financier, distribuée en supplément au quotidien La Vérité, d'Édouard Portalis. L'objectif de ce couplage est de s'attirer les grâces des investisseurs en leur vantant l'intérêt de sociétés plus ou moins fiables, selon un mécanisme répandu alors et dépeint par Émile Zola dans L'Argent.
En mai 1882, le cours de son titre chute violemment, à l'instar d'autres banques victimes du krach boursier, telles que l'Union générale, et la Banque de Lyon et de la Loire. Des rumeurs de complot circulent, selon lesquelles cette baisse serait du fait de puissants banquiers ayant conspiré pour abattre une partie du secteur bancaire. Un commentateur de l'époque constate toutefois que si un mouvement de spéculation à la baisse a pu précipiter le processus, celui-ci repose avant tout sur la faiblesse de l'entreprise. Son directeur est brièvement arrêté, ce qui  contribue au manque de confiance des investisseurs. Le 28 juin, son assemblée générale décide de sa dissolution et de sa liquidation. Deux ans plus tard, en 1884, la société est déclarée en faillite. Les opérations de liquidation s'achèvent en 1893.

## Siège social
En 1881, le Crédit de France se fait édifier un nouveau siège luxueux au 16, rue de Londres. Le terrain faisait partie à l'origine de la Folie Boutin L'architecte Jean-Jacques Revel conçoit le bâtiment dans un style éclectique, mélangeant sur la façade colonnes ioniques,  pilastres,  frontons, et frises néo-Renaissance. Outre un vaste vestibule, orné des chiffres de la banque, le bâtiment comporte un escalier d'honneur de style Louis XVI,.

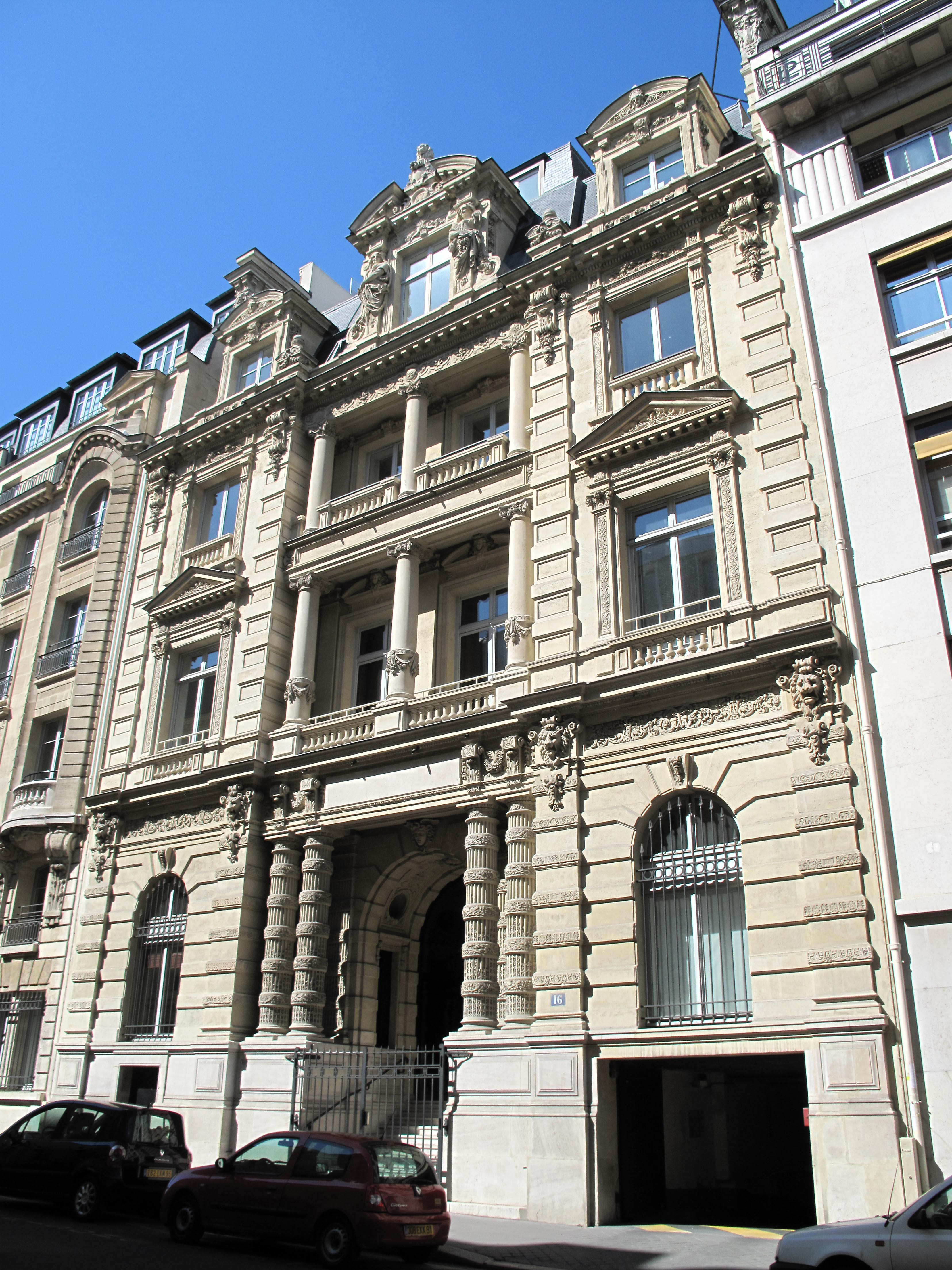
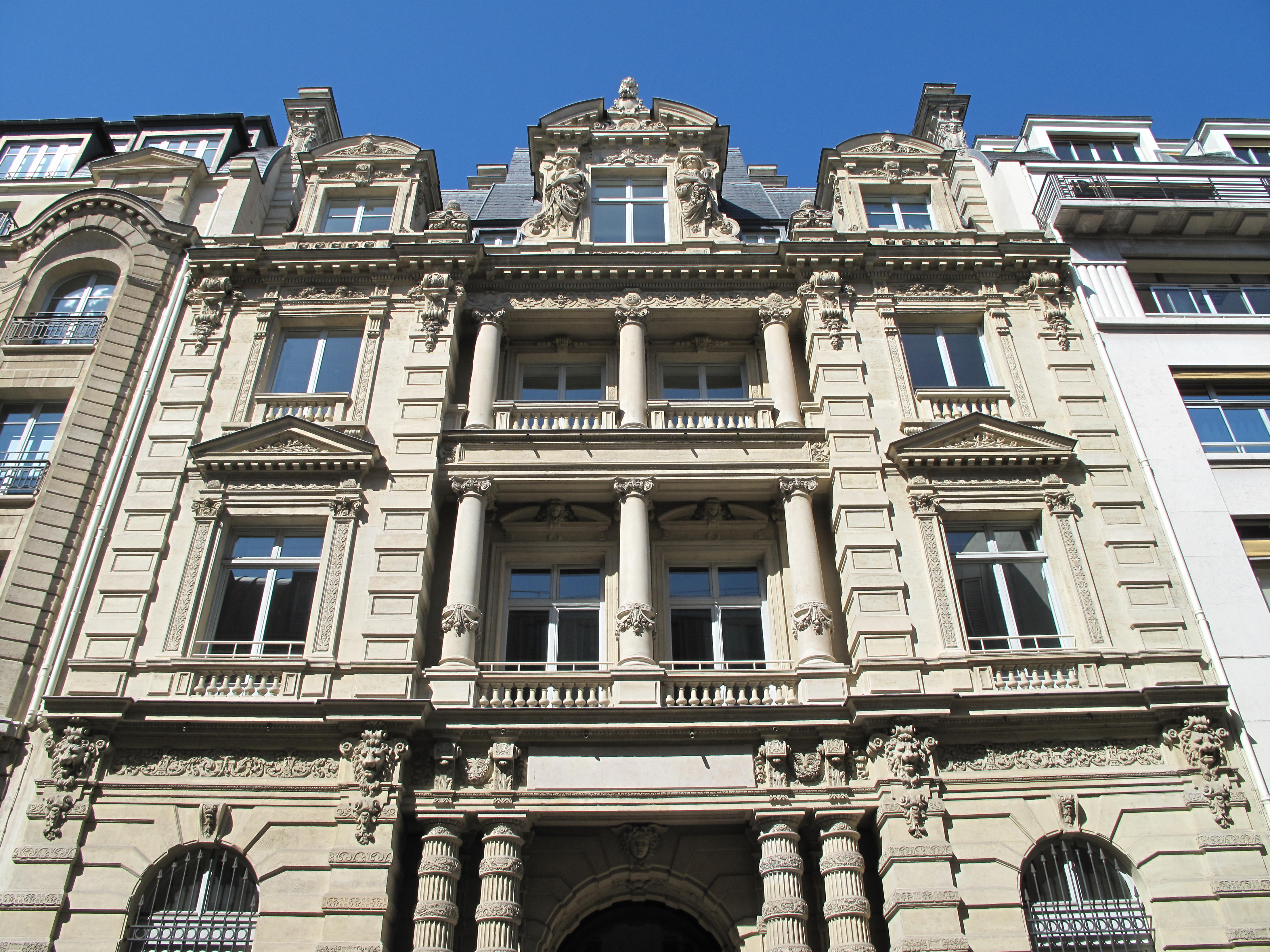